# Партија региона
Партија региона (укр. Партія регіонів; рус. Партия регионов) је проруска политичка партија у Украјини која је основана 26. октобра 1997. под именом „Партија регионалне обнове Украјине“. Украјински суд је 21. фебруара 2023. званично забранио ову странку. Иако је она de facto, али не и de jure непостојећа од 2014, услед геополитичких околности се у појединим деловима Украјине нису одржавали локални избори, па постоје званичници који су одабрани испред ове странке који и даље имају своје мандате.

## Историја
Ова партија је 2001. реформисана, када јој се прикључило још неколико мањих партија. У периоду од оснивања па до 2001, према тврдњама партијских функционера, број чланова странке је нарастао са 30.000 на 500.000.
Партија региона тврди да се залаже за одбрану права руске мањине у Украјини, као и говорника руског језика. На председничким изборима 1999. странка је подржала Леонида Кучму, а на парламентарним изборима 2002. била је део провладине коалиције „За јединствену Украјину“.
Партија региона има највећу подршку у историјској регији Новорусија, односно у источном и југоисточном делу Украјине. Странка је тврдила да у источној Доњецкој области има преко 700.000 чланова.
Партија је 2005. потписала споразум о сарадњи са руском политичком партијом Јединствена Русија.
Након противуставног свргавања Виктора Јануковича са власти 2014. на „Евромајдану“ партија бојкотује изборе. Након 2014. године бивши функционери Партије региона су формирали неколико проруских политичких странака.
Закључно са 3. децембром 2024. године, по украјинској интернет страници Opendatabot, еквиваленту српском АПР-у, странка је и даље забележена као активна, међутим одлуком суда је забрањена 21. фебруара 2023.